# Віла-Веля-де-Родан (парафія)
Віла-Веля-де-Родан (порт. Vila Velha de Ródão; МФА: [ˈvi.ɫɐ ˈvɐ.ʎɐ dɨ ˈʁɔ.dɐ̃w]) — парафія в Португалії, у муніципалітеті Віла-Веля-де-Родан. Розташована в східній частині країни, на теренах історичної португальської провінції Бейра. Входить до складу округу Каштелу-Бранку. За адміністративним поділом, чинним до 1976 року, терени парафії були складовою провінції Нижня Бейра. Належить до Порталегрівсько-Каштелу-Бранківської діоцезії Католицької церкви. Патрон — Діва Марія. Площа — 90,4409 км². Населення — 1766 ос. (2011). Слабо урбанізований регіон. Густота населення — 19,53 осіб/км²
. Код — 051104.

## Населення
| Кількість мешканців | Кількість мешканців | Кількість мешканців | Кількість мешканців | Кількість мешканців | Кількість мешканців | Кількість мешканців | Кількість мешканців | Кількість мешканців | Кількість мешканців | Кількість мешканців | Кількість мешканців | Кількість мешканців | Кількість мешканців | Кількість мешканців |
| ------------------- | ------------------- | ------------------- | ------------------- | ------------------- | ------------------- | ------------------- | ------------------- | ------------------- | ------------------- | ------------------- | ------------------- | ------------------- | ------------------- | ------------------- |
| 1864                | 1878                | 1890                | 1900                | 1911                | 1920                | 1930                | 1940                | 1950                | 1960                | 1970                | 1981                | 1991                | 2001                | 2011                |
| 1 454               | 1 645               | 2 270               | 2 439               | 3 626               | 3 885               | 3 520               | 3 759               | 3 756               | 3 146               | 2 617               | 2 613               | 2 436               | 2 056               | 1 766               |